# 第88屆國家評論協會獎
第88屆國家評論協會獎

最佳影片: 
《海邊的曼徹斯特》
第88屆美國國家評論協會，表揚在2016年的最佳電影作品，頒獎日期為2016年11月29日。

## 十大佳片
- 《海邊的曼徹斯特》
- 《降临》
- 《鋼鐵英雄》
- 《凱薩萬歲！》
- 《赴湯蹈火》
- 《隱藏人物》
- 《樂來越愛你》
- 《月光男孩》
- 《沉默》
- 《薩利機長：哈德遜奇蹟》

## 五大外語片
- 《她的危險遊戲》
- 《下女的誘惑》
- 《拆彈少年》

## 五大紀錄片
- 《De Palma》
- 《The Eagle Huntress》
- 《Gleason》
- 《Life, Animated》
- 《Miss Sharon Jones!》

## 十大獨立影片
- 《天眼行動》
- 《納粹龐克》
- 《初恋这首情歌》

## 獲獎名單
最佳影片
- 《海邊的曼徹斯特》

最佳導演
- 巴里·傑金斯，《月光男孩》

最佳男主角
- 卡西·阿弗莱克，《海邊的曼徹斯特》

最佳女主角
- 艾美·亞當斯，《降临》

最佳男配角
- 傑夫·布里吉，《赴湯蹈火》

最佳女配角
- 娜奥米·哈里斯，《月光男孩》

最佳原創劇本 
- 肯尼斯·洛勒根，《海邊的曼徹斯特》

最佳改編劇本
- 马丁·斯科塞斯，Jay Cocks，《沉默》

最佳動畫片
- 酷寶：魔弦傳說

突破演出男主角
- Lucas Hedges，《海邊的曼徹斯特》

突破演出女主角
- Royalty Hightower，《The Fits》

最佳首部導演作品 
- Trey Edward Shults, 《Krisha》

最佳外語片
- 《The Salesman》

最佳紀錄片
- 《O.J.: Made in America》

最佳整體演出
- 《隱藏人物》

聚光燈獎 
- 彼得·柏格，馬克·華伯格

自由言論獎
- 《Cameraperson》

## 外部連結
- 官方网站